# Décennie 1110 en arts plastiques
Cette page concerne les années 1110 en arts plastiques.